# Hechsher

Hechsher dell'Unione Ortodossa, Stati Uniti

Hechsher (in ebraico הכשר ‎? "approvazione kosher"; plur. hechsherim) è lo speciale marchio di certificazione che si trova sulle confezioni di prodotti (usualmente alimentari) che sono stati certificati kosher (cioè idonei al consumo). Nella Halakhah (Legge ebraica), le leggi alimentari del kasherut elencano quei cibi che possono essere mangiati e quelli che sono proibiti, come descritto nei comandamenti della Torah.
Gli ebrei osservanti generalmente mangiano solo cibi permessi. Per assistere il consumatore ebreo, le autorità rabbiniche producono e regolano i propri hechsherim. Di solito sono i rabbini ortodossi che si assumono il compito di mashgichim (sing.: mashgiach, "supervisore"). Ciò significa che esercitano la loro funzione di "supervisori", di controllori dei prodotti e processi alimentari kosher per assicurarsi che seguano gli standard religiosi richiesti. Il mashgiach permette al produttore di applicare il marchio hechsher alla confezione solo se il prodotto contiene ingredienti kosher ed è fatto secondo le regole dell'Halakhah.
Il rabbino ha la facoltà di aggiungere al marchio anche specifiche parole che denotino se il prodotto contiene carne o latticini, o nessuno dei due (pareve), o se il prodotto è kosher per la Pesach poiché non deve contenere chametz (lieviti), o se il prodotto è pas yisroel (pane cotto almeno in parte da un ebreo), o cholov yisroel (latticini provenienti da fattorie di ebrei), o se il prodotto è yoshon (lett. "vecchio": con contenuti di grano seminato/germinato prima della precedente Pesach).
Il marchio si trova anche su articoli di altro genere, non alimentare, come detersivi e simili.
Il maggior numero di agenzie sono negli Stati Uniti. La rivista Kashrus Magazine pubblica una guida annuale di quasi tutte le agenzie hechsher nel mondo - la Guida 2007 citava 921 agenzie in totale. In Italia il marchio kosher è controllato da diverse agenzie hechsher, tra cui la "Italy Kosher Union", o con liste specifiche preparate dai rabbini delle diverse località regionali.